# Эскобар, Ричард
Ри́чард Марсе́ло Эскоба́р Че́на (исп. Richard Marcelo Escobar Chena; родился 18 января 1997 года в Ламбаре, Парагвай) — парагвайский футболист, защитник клуба «Гуарани».

## Клубная карьера
Эскобар — начал профессиональную карьеру в столичном клубе «Гуарани». 24 апреля 2017 года в матче против «Соль де Америка» он дебютировал в парагвайской Примере.

## Международная карьера
В 2017 года Эскобар принял участие в молодёжном чемпионате Южной Америки в Эквадоре. На турнире он был запасным и на поле не вышел.